# Jardin du centenaire du conseil urbain
Le jardin du centenaire du conseil urbain (市政局百週年紀念花園, Urban Council Centenary Garden) est un parc public situé dans le quartier de Tsim Sha Tsui à Kowloon. Comme son nom l'indique, il commémore les 100 ans du conseil urbain. La première partie du parc est ouverte le 15 décembre 1983 lors d'une cérémonie présidée par Kim Cham (en), président du centenaire du conseil urbain.
Le parc est divisé en deux zones, l'une à l'ouest près de Chatham Road (zh) et l'autre à l'est près de Mody Road (en), reliée par un couloir de chaussée entre Hilton Towers et Peninsula Center.
La moitié est dispose d'un espace plus ouvert, permettant aux organisations d'organiser des activités plus importantes comme des foires d'attractions. Une fontaine occupe son extrémité nord. La moitié ouest présente une colonnade à six piliers de l'ancienne gare de Kowloon au bout d'une deuxième fontaine.

## Galerie

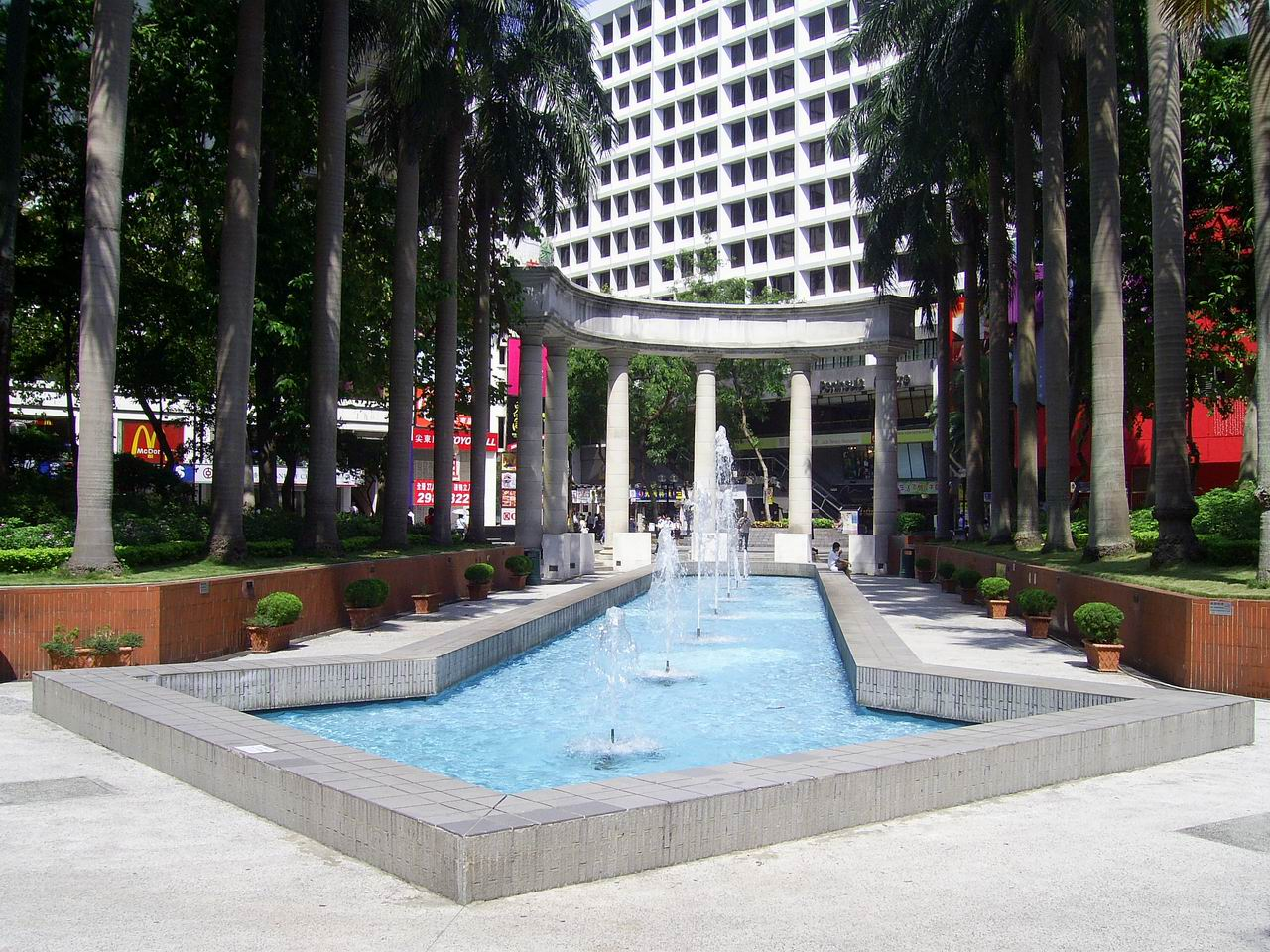
Fontaine et colonnes de l'ancienne gare de Kowloon dans la partie ouest du jardin.
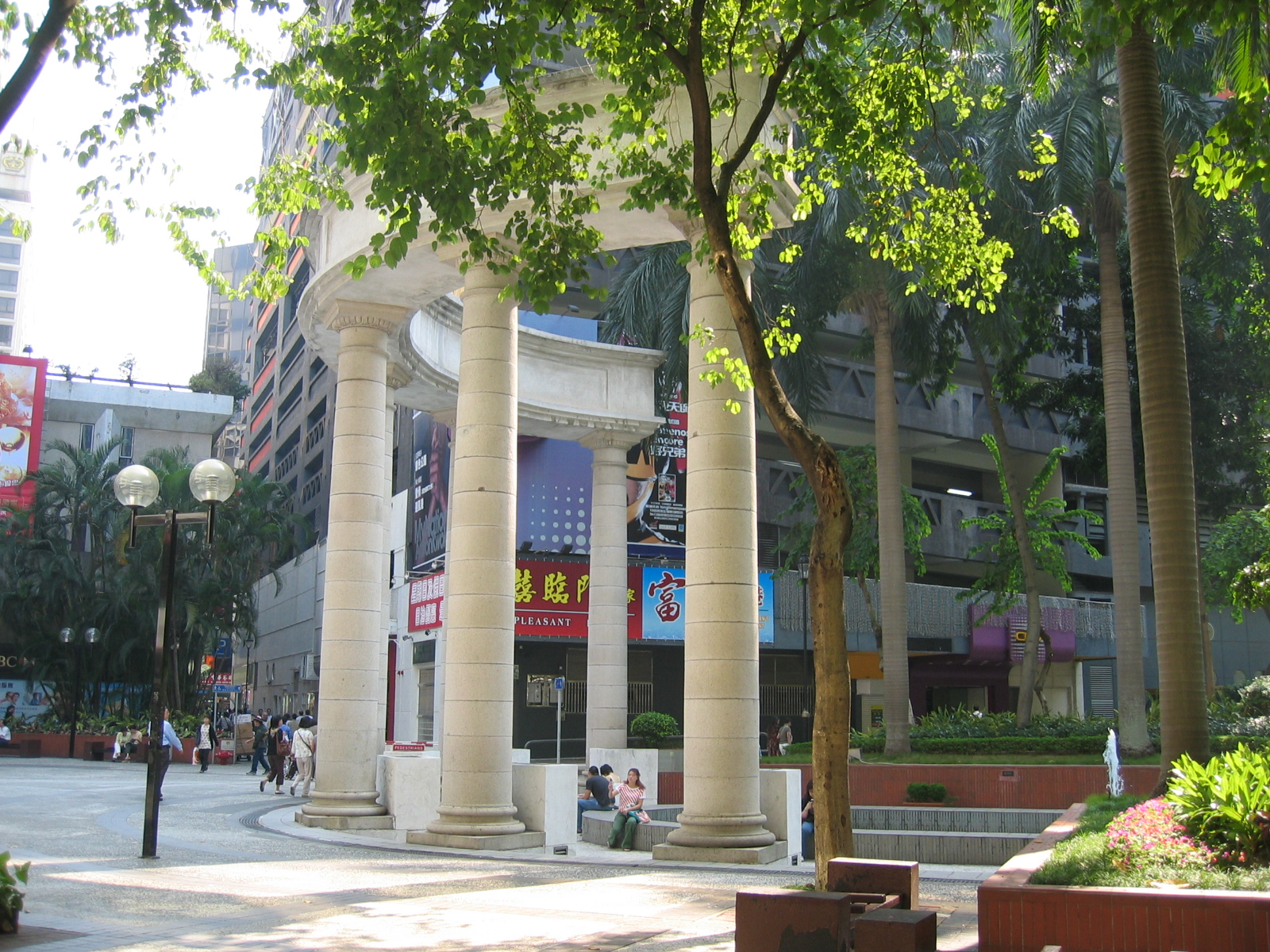
Les six piliers de l'ancienne gare de Kowloon.
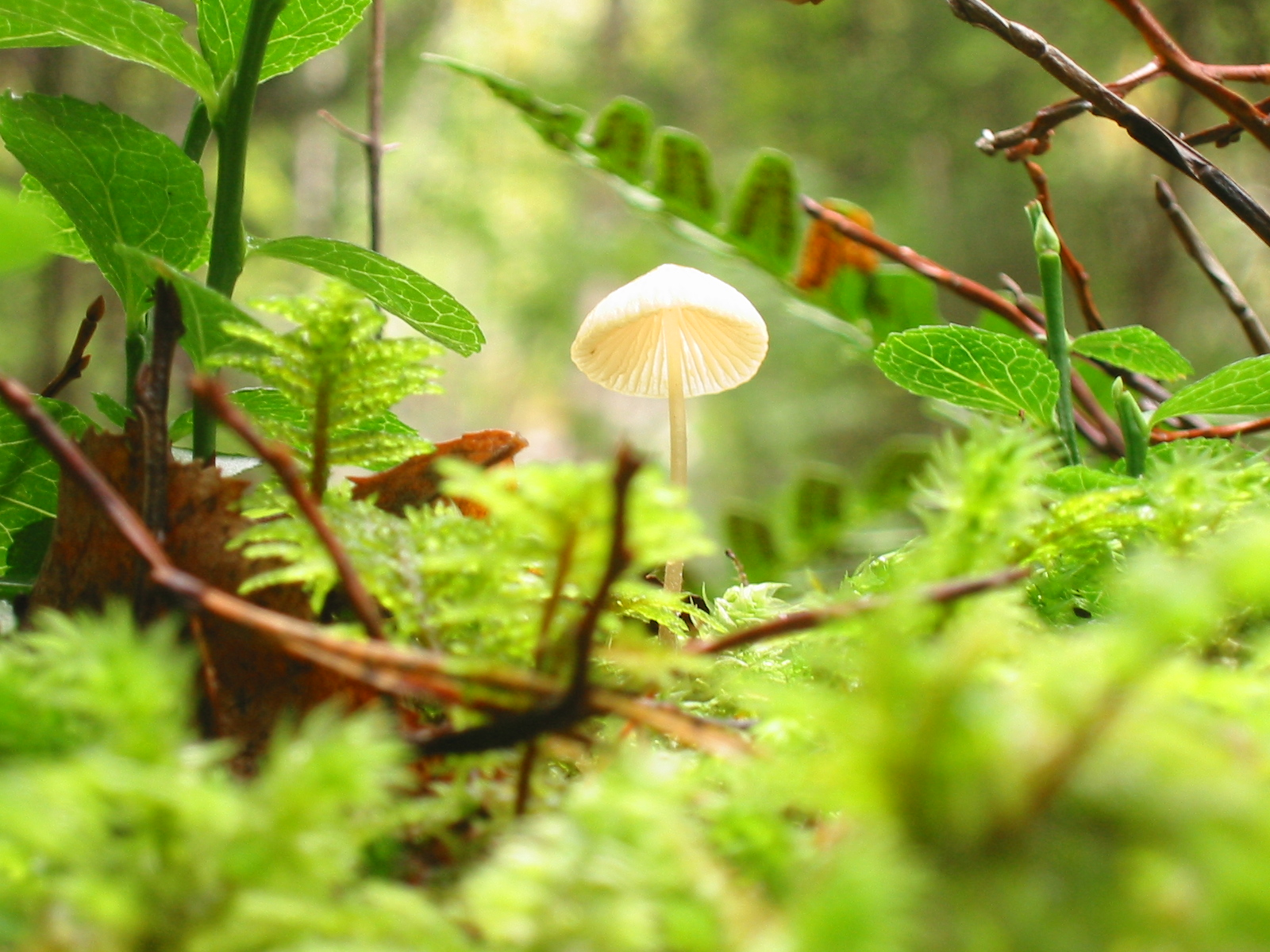
Végétation dans le jardin.